# Ариобарзан (внук Сифакса)
Ариобарзан (др.-греч. Aριoβαρζανης; II век до н. э.) — нумидийский военачальник царского рода.

## Биография
Ариобарзан был сыном царя Вермина, внуком царя Западной Нумидии Сифакса. После окончания Второй Пунической войны между Карфагеном и правителем Нумидии Массиниссой постоянно происходили приграничные стычки. Около 154 года до н. э. пунами было собрано сильное войско, по уточнению Т. Моммзена, состоявшее из «свободных нумидийцев». Во главе этих сил встал Ариобарзан. Тогда Массиниса передал разрешение спорных вопросов на усмотрение римлян. В Риме Катон Старший убеждал сограждан, что армия Ариобарзана угрожает не столько Массиниссе, сколько им самим, поэтому Карфагену необходимо объявить войну. Ему возражал Сципион Назика. Чтобы во всём разобраться на месте, по решению сената в Карфаген было направлено посольство, бывшее, по предположению И. Ш. Шифмана, той известной дипломатической миссией 153 года до н. э., участником которой был сам Катон.